# Güvenli, Çeltikçi
Güvenli là một xã thuộc huyện Çeltikçi, tỉnh Burdur, Thổ Nhĩ Kỳ. Dân số thời điểm năm 2010 là 416 người.